# Vrdol (arheološko nalazište)
Vrdol je arheološko nalazište u Glavini Gornjoj, Grad Imotski.

## Opis
Nastalo od 2500. pr. Kr. do 1000. pr. Kr. Sjeverno od zaseoka Vrdol u Glavini Gornjoj na padinama brda Rudina nalazi se veća skupina prapovijesnih gomila. Riječ je o devet grobnih kamenih gomila (tumula) smještenih na istaknutom položaju na 628 metara nadmorske visine. Najzapadnija gomila ujedno je i najveća, promjera oko 22 metra i visine oko 4 metra. Na vrhu gomile je suhozidni zaklon visine oko 0,5 metara. Gomile istočnije od nje su promjera između 10-14 metara te visine između 2-3 metra. Najsjevernija gomila je nešto veća, promjera oko 18 metara i visine oko 3 metra. Iako nisu provođena nikakva arheološka istraživanja, s obzirom na materijal pronađen na površini i u blizini tumula, ovo važno i bogato nalazište moguće je datirati u brončano i željezno doba. Naime, u neposrednoj blizini tumula, nalazi se nekoliko brončanodobnih gradina gradinskih naselja koje čine jedinstvenu fortifikacijsku cjelinu ovog područja, a sami tumuli su u uskoj vezi sa životom na ovim gradinama.

## Zaštita
Pod oznakom P-5618 zavedeno je kao nepokretno kulturno dobro - pojedinačno, pravna statusa preventivno zaštićena kulturnog dobra, klasificirano kao "arheološka baština".